# Erwin Seifert (SS-Mitglied)
Erwin Seifert (* 14. Oktober 1915 in Adelsdorf, Österreich-Ungarn; † 6. April 1997 in Aalen) war ein sudetendeutscher SS-Oberscharführer, Blockführer im KZ Sachsenhausen und verurteilter Kriegsverbrecher.

## Leben
Erwin Seifert war von Beruf Sägeschmied. In diesem Beruf arbeitete er bis 1937. Von 1937 bis 1938 diente er in der tschechoslowakischen Armee. Zum 14. November 1938 wurde er Mitglied des SS-Totenkopfstandarte „Brandenburg“. Ab Mai/Juni 1939 gehörte er zum Kommandanturstab des KZ Sachsenhausen, wo er als Blockführer tätig war. Im Mai 1942 war er einige Wochen vertretungsweise als Kommandoleiter im Nebenlager Drögen eingesetzt. Zum 1. April 1943 wurde er zum Oberscharführer befördert. Von September 1943 bis März 1944 war er Lagerleiter im KZ-Außenlager Lichterfelde. Im Oktober 1944 wurde er in das Außenlager Engerhafe des KZ Neuengamme versetzt, wo er ab Dezember 1944 als Lagerführer fungierte.
Nachdem er sich eine Wehrmachtsuniform und ein Wehrmachtssoldbuch beschafft hatte, geriet er 1945 in britische Kriegsgefangenschaft, aus der er Anfang 1946 entlassen wurde. Von 1954 bis zu seiner Verhaftung war er als Vertreter tätig.
Am 11. Oktober 1965 wurde er festgenommen und kam in Untersuchungshaft. Am 20. April 1970 wurde er vom Landgericht Köln wegen fünffachen Mordes und vierfachen versuchten Mordes an KZ-Häftlingen zu lebenslanger Haft verurteilt. Im selben Jahr wurde ein Ermittlungsverfahren der Staatsanwaltschaft Aurich gegen ihn wegen der Verbrechen in Engerhafe eingestellt. Er verbüßte seine Haft in der Justizvollzugsanstalt Heilbronn. Am 8. Oktober 1987 wurde er auf Bewährung aus der Haft entlassen.